# Австрия и Европейский союз
Австрия вступила в Евросоюз в 1995 году. Этот шаг был далеко не простым как для политической элиты и населения Австрии, так и для Европейского союза.
Дело в том, что, согласно договору о нейтралитете 1955 года, возможность членства Австрии в международных организациях была весьма ограничена.
Заявку на вступление Австрия подала ещё в июле 1989 года, а конкретные переговоры начались в феврале 1993 года.

## Экономические итоги вступления в ЕС
Среди положительных моментов необходимо выделить: устранение таможенных и технических барьеров, унификация акционерного права, гармонизация налоговой политики, свободное передвижение товаров, свобода в выборе места расположения предприятий. Кроме того, вступление страны в Евросоюз предотвратило уход с рынка многих предприятий, поэтому в долгосрочной перспективе это благоприятно сказалось на занятости.
Введение евро также положительно сказалось на экономическом развитии страны. Так, ВВП страны вырос на 0,9 %, снизился рост потребительских цен (с 2,8 % до 1,8 %), снизился уровень инфляции (с 2,3 % в 2001 г. до 1,3 % в 2003)
В первые годы после вступления в ЕС наблюдалось повышение безработицы (примерно на 0,1 — 0,5 % в год).
Вступление в зону евро (фактически — с 1999 г., введение наличных денег с 2002 г.) способствовало снижению инфляции и общему улучшению экономической обстановки. Несмотря на это, австрийское население относится к единой европейской валюте с некоторым предубеждением. Даже называют они её зачастую на свой манер — Teuro (от нем. teuer — дорогой). Как предполагает экономист из Национального банка Австрии Гельмут Штикс, возможно, дело здесь в психологии: граждане до сих пор переводят текущие цены в евро в старую валюту.

## Председательство в ЕС
В 1998 (1 июля — 31 декабря) и 2006 годах (1 января — 30 июня) Австрия председательствовала в Евросоюзе. Второе председательство пришлось на трудный период деятельности ЕС, когда Франция и Нидерланды отклонили проект Европейской конституции, а между Францией и Великобританией возникли споры по поводу бюджета ЕС.
Особенное внимание во время последнего председательства было уделено вопросам внутренней безопасности, окружающей среды, в частности, вопросу глобального потепления. Одним из приоритетов были и отношения с Россией, в том числе так называемых «дорожных карт», охватывающих 4 сферы взаимодействия: экономика, внутренняя безопасность, внешняя безопасность, наука и культура.
К числу наиболее значимых мероприятий во время председательства страны в ЕС можно отнести следующие. Конференция «Звук Европы» («Sound of Europe») 26—28 января 2006 года в Зальцбурге. Там обсуждались вопросы европейской идентичности, единой культуры, проблемы ислама в Европе и т. д.
18—19 апреля проводилась конференция «Европа начинается дома» («Europe begins at home») в городе Санкт-Пёльтен. На этой конференции обсуждалась такая важнейшая для ЕС тема, как субсидиарность. Также было уделено внимание проблеме общеевропейской безопасности.
Самыми серьёзными конфликтами со странами ЕС стали конфликт с Чехией из-за Темелинской АЭС, столкновение с большинством стран Евросоюза по поводу принятия в кандидаты в члены союза Турции и дипломатический конфликт 2000 года.
Сущность дипломатического конфликта состояла в следующем. В 1999 году на федеральных выборах в Австрии уверенное второе место с небольшим отставанием от победителя заняла ультраконсервативная Австрийская партия свободы, которую возглавлял известный своими неонацистскими взглядами Йорг Хайдер. В странах ЕС тут же последовали призывы запретить этой партии участвовать в политической жизни страны и ввести санкции против Австрии. Ни на первое, ни на второе у ЕС полномочий не было. Поэтому государствами-членами ЕС были введены двусторонние санкции.
Триумф его партии стал началом конца для самого Хайдера. Президент страны Томас Клестиль «попросил» Хайдера не входить в состав правительства. Против его присутствия в кабинете резко выступали и члены Австрийской народной партии, победителя выборов и партнёра АПС по коалиции.
Для урегулирования конфликта была создана т. н. «группа трёх мудрецов», в состав которой вошли Марти Ахтисаари, Марселино Ореха (бывший министр иностранных дел Испании) и Йохен Фровайн (директор Института имени Макса Планка). В специальном докладе, подготовленном этой группой, говорилось, что введённые санкции «контрпродуктивны» и их следует отменить, однако подчёркивалось, что партию Хайдера необходимо держать под строгим наблюдением.
Этот дипломатический конфликт повлиял на отношение простых австрийцев к ЕС, поскольку многие не понимали, почему победа партии на демократических и свободных выборах вызвала столь бурную реакцию.
Конфликт вокруг Темелинской АЭС с особой силой разгорелся между Австрией и Чехией с 2000 года. Станция, строительство которой началось ещё в 1980-е, была по мнению австрийской стороны, небезопасной в эксплуатации, кстати, весьма небезосновательно, поскольку утечки радиоактивных материалов происходили там не раз. С осени 2000 года — момента открытия станции — споры и дипломатические манёвры следовали один за другим, однако до настоящего момента ситуация не разрешена полностью.

## Политическое значение
С 1995 года, года вступления Австрии в Европейский союз, на ежегодной основе проводится Европейский форум Вахау. Изначально темы дискуссий на форуме касались содействия европейской интеграции государств Дунайского региона, однако со временем мероприятие стало значимой дискуссионной площадкой Европы.